# ジョルジュ・ミンヌ
ジョルジュ・ミンヌ（Georgius Joannes Leonardus (George) Minne、1866年8月30日 - 1941年2月20日）はベルギーの彫刻家、画家、イラストレーターである。

## 略歴
ヘントの建築関係の技術者の息子に生まれた。1882年から2年間、ヘントの王立美術学校で、画家のジャン・デルヴァンに学んだ。1885年からパリに滞在し、1886年に詩人のモーリス・メーテルリンクの友人となり、メーテルリンクによって象徴主義の芸術家に紹介された。この頃は書籍の挿絵画家の仕事をした。メーテルリンクの詩集、"Serres Chaudes"や戯曲 "La Princesse Maleine" などの挿絵を描いた。グレゴワール・ル・ロワやエミール・ヴェルハーレンの著作の挿絵も描いた。

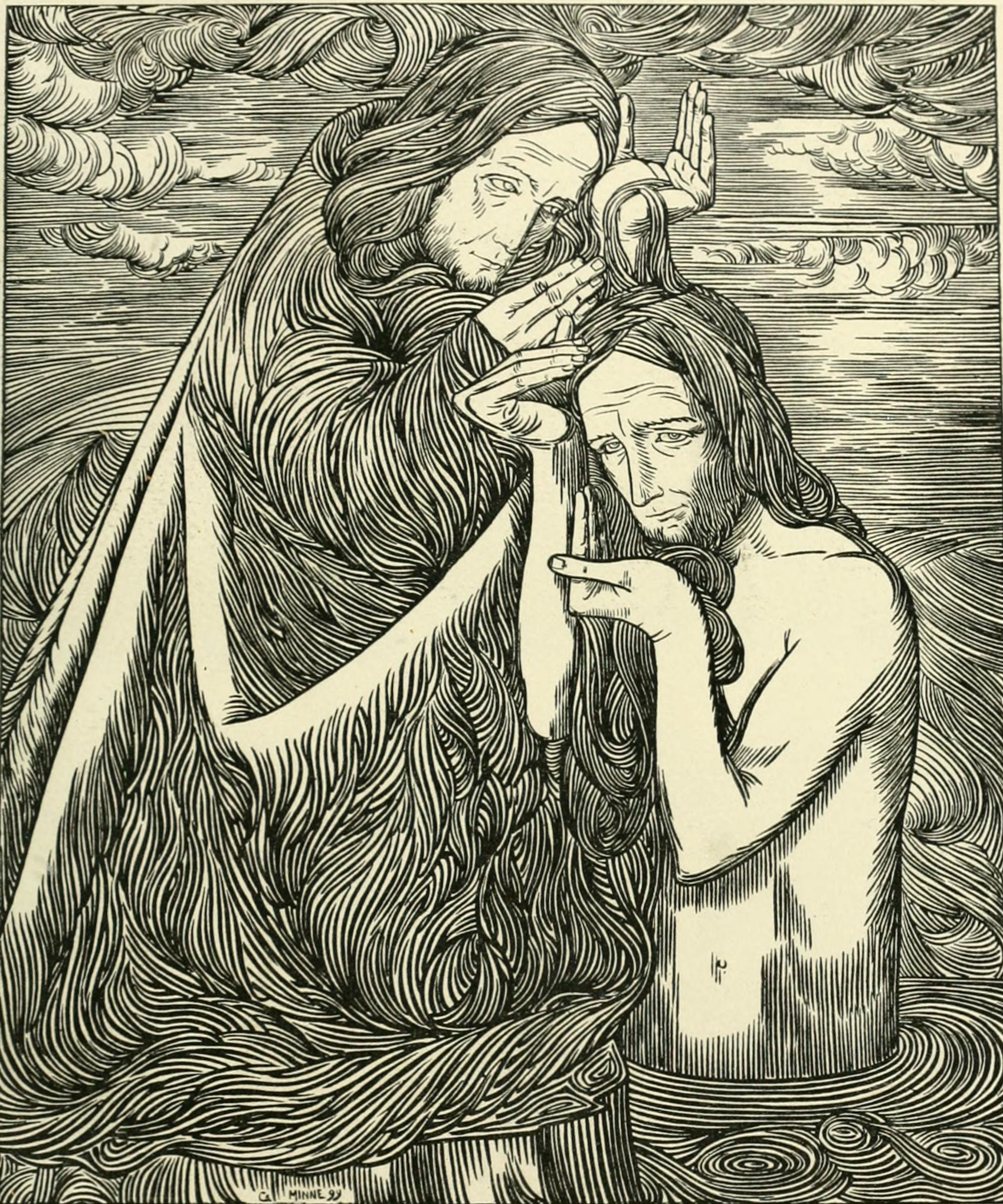
1899年の木版画『The Baptism of Jesus』

1890年に官立サロンの運営に反対するグループによって設立された「20人展」に彫刻を出展した。
30歳になろうとする1895年からブリュッセルの王立美術学校で、彫刻家のシャルル・ヴァン・デル・スタッペン(Charles Van der Stappen)に学んだ。
1898年からオースト＝フランデレン州のシント＝マルテンス＝ラーテムに住み、シント＝マルテンス＝ラーテムで活動する芸術家グループ、「ラーテム派」(Latemse Scholen)の中心的な存在になった。このグループには画家のヴァン・デン・アベール(Albijn Van den Abeele)やヴァレリウス・デ・サーデレール(Valerius De Saedeleer)、ギュスターフ・ヴァン・デ・ヴスタイン(Gustave Van de Woestyne)らがメンバーとなった。象徴主義的なスタイルを特徴とした。
1912年からヘントの王立美術学校で教えはじめ、第一次世界大戦の勃発で家族とウェールズに避難するが、帰国後再び教授絵を続けた。
1931年に男爵に叙せられ、1934年にベルギー王冠勲章を受勲した。

## 作品

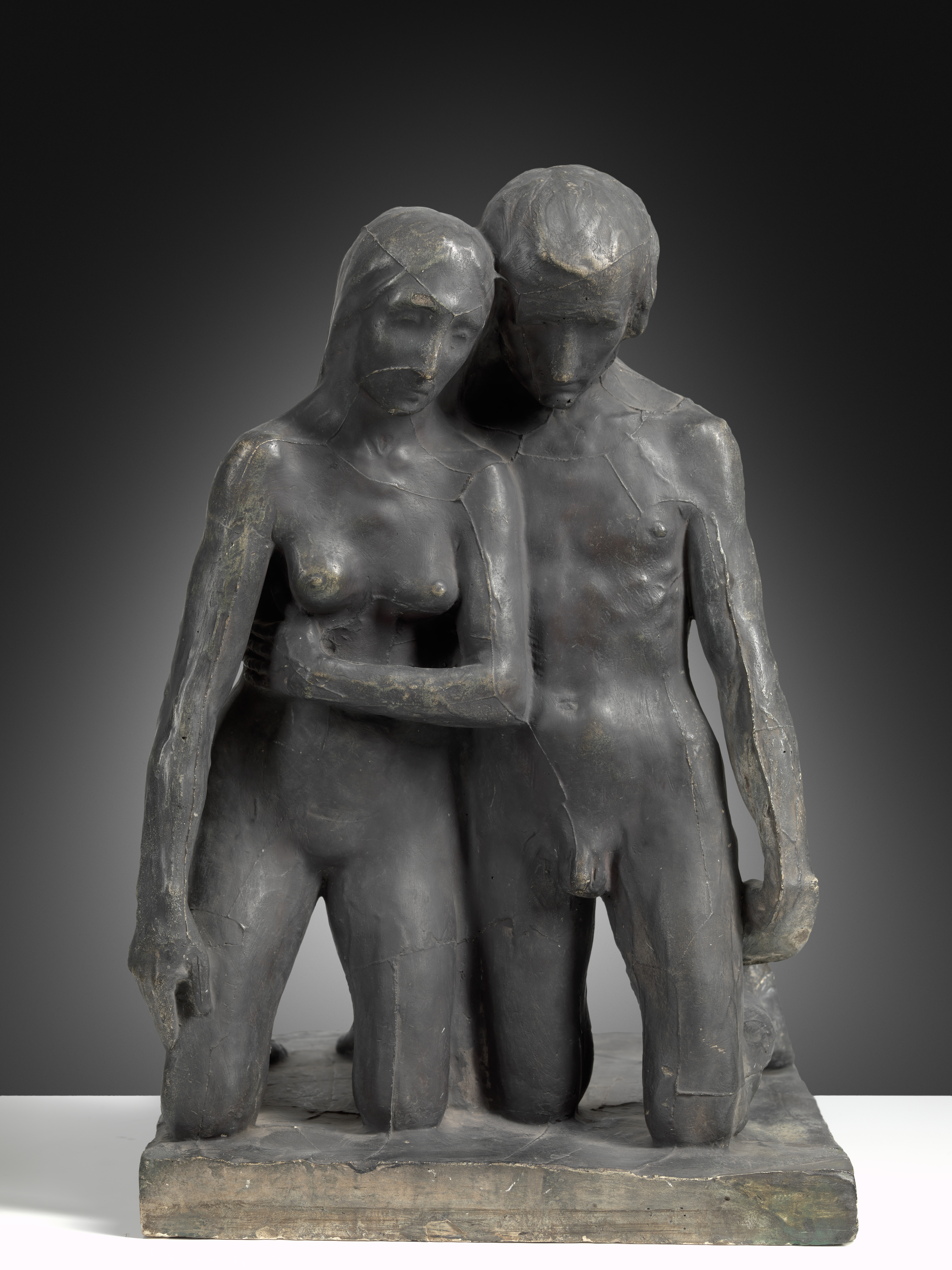
ひざまずく男女 (1889)
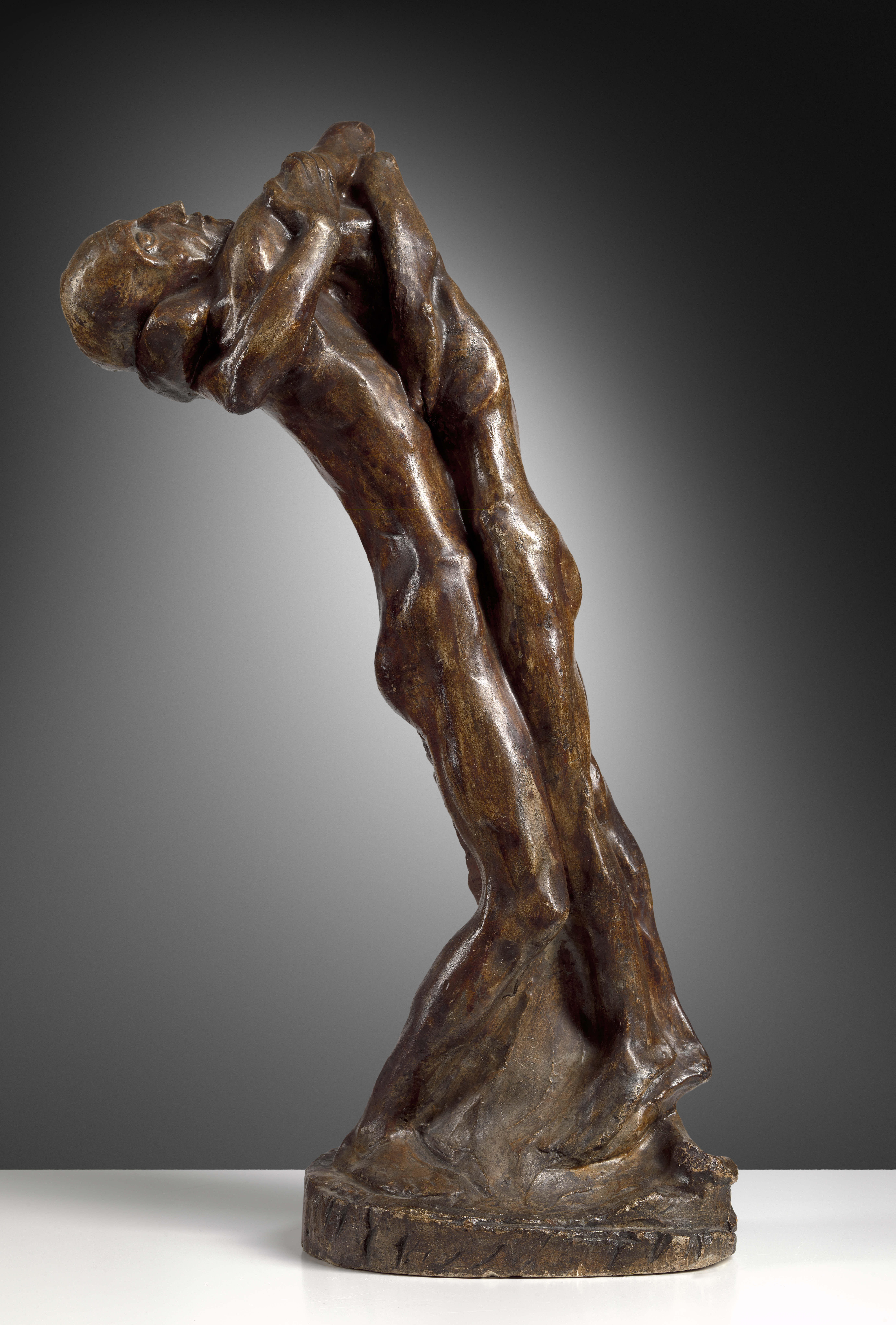
放蕩息子 (1896)
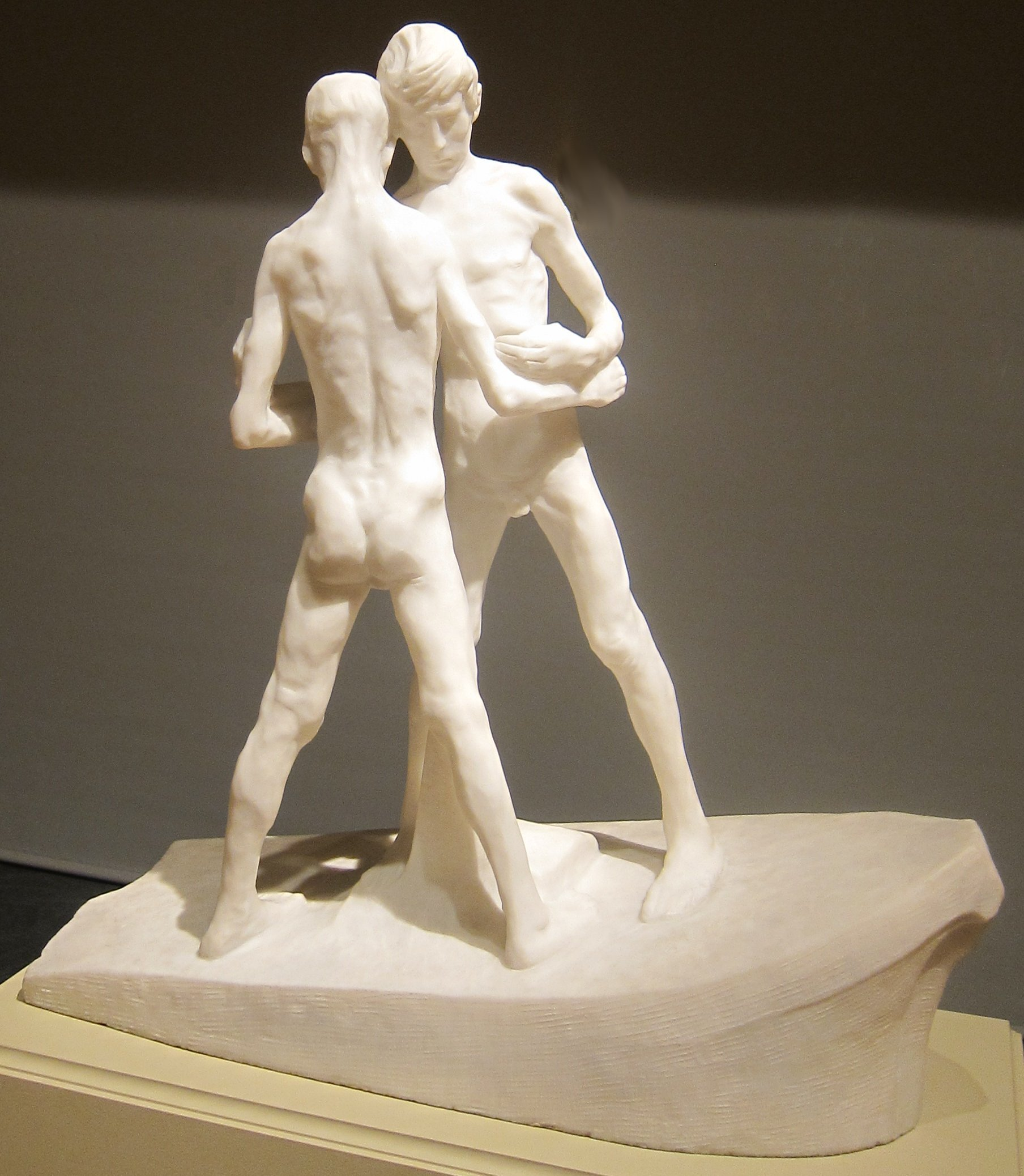
ボートの上の2人の少年 (1898)
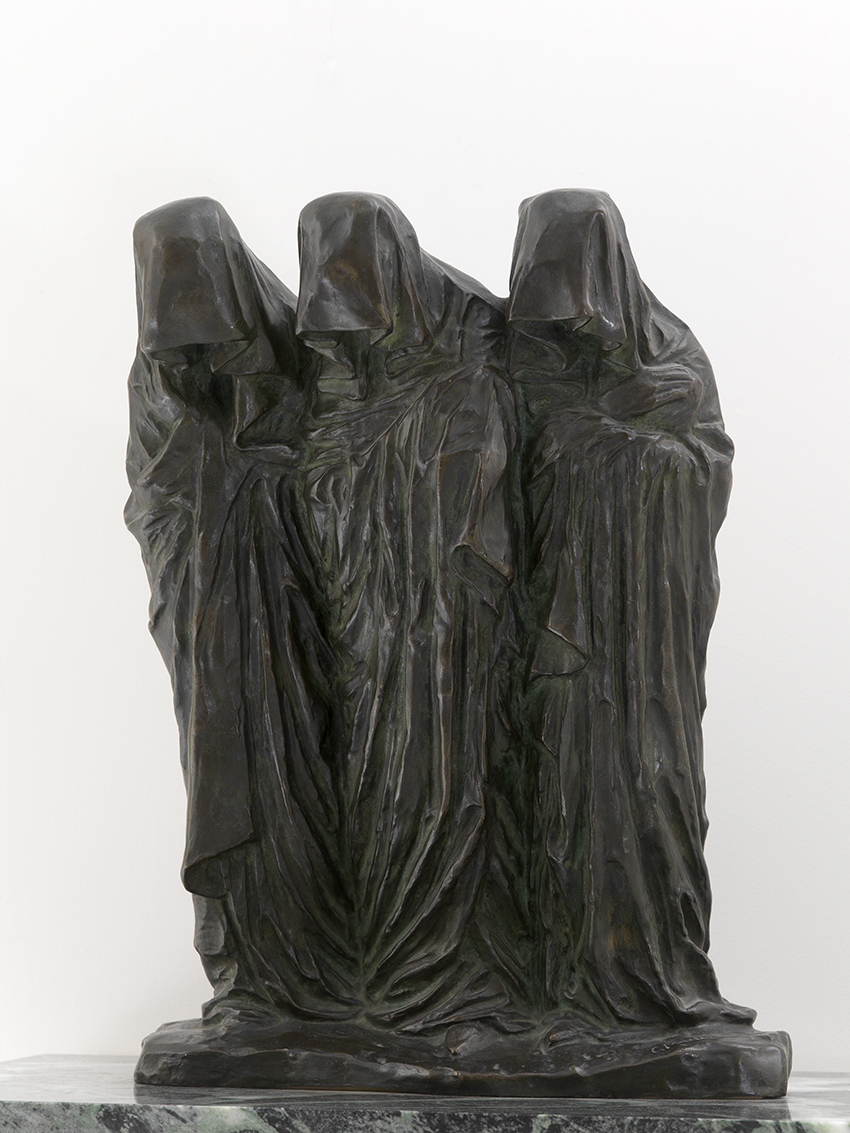
信心深い女性たち (1896)